# 阿努古尔
阿努古尔（Anugul），是印度奥里萨邦Anugul县的一个城镇。总人口38022（2001年）。

## 人口
该地2001年总人口38022人，其中男性20927人，女性17095人；0—6岁人口4138人，其中男2181人，女1957人；识字率79.56%，其中男性为83.94%，女性为74.19%。